# Билярское сельское поселение
Билярское се́льское поселе́ние (тат. Биләр авыл җирлеге, Bilär awıl cirlege) — муниципальное образование в Алексеевском районе Татарстана Российской Федерации.
Административный центр — село Билярск.

## История
Статус и границы сельского поселения установлены Законом Республики Татарстан от 31 января 2005 года № 11-ЗРТ «Об установлении границ территорий и статусе муниципального образования "Алексеевский муниципальный район" и муниципальных образований в его составе».

## Население
| 2010  | 2011  | 2012  | 2013  | 2014  | 2015  | 2016  |
| ----- | ----- | ----- | ----- | ----- | ----- | ----- |
| 2638  | ↘2626 | ↘2607 | ↘2585 | ↗2595 | ↗2629 | ↗2652 |
| 2017  | 2018  |       |       |       |       |       |
| ↘2625 | ↘2544 |       |       |       |       |       |

## Состав сельского поселения
| № | Населённый пункт | Тип населённого пункта       | Население |
| - | ---------------- | ---------------------------- | --------- |
| 1 | Билярск          | село, административный центр |           |
| 2 | Шама             | село                         |           |